# Liste der denkmalgeschützten Objekte in Linz-Mönchgraben
Die Liste der denkmalgeschützten Objekte in Linz-Mönchgraben enthält die denkmalgeschützten, unbeweglichen Objekte der Linzer Katastralgemeinde Mönchgraben, die zum Statistischen Bezirk  Ebelsberg gehört.
Die Zahl hinter dem Vermerk „Linz“ ist die Inventarnummer der Linzer Denkmaldatenbank, der Eintrag kann durch das Daraufklicken erreicht werden. Die Informationen im Beschreibungstext stammen von dort.

## Denkmäler
| Foto |                 | Denkmal                                                 | Standort                                               | Beschreibung | Metadaten                                                                                       |
| ---- | --------------- | ------------------------------------------------------- | ------------------------------------------------------ | --- | ----------------------------------------------------------------------------------------------- |
| ja   | Datei hochladen | Bildstock HERIS-ID: 100697 Objekt-ID: 116966 Linz: 3193 | südwestl. Florianer Straße 91 Standort KG: Mönchgraben | Die „Pestsäule“ am Brucknerweg datiert aus dem Jahr 1750. Auf einer toskanischen Säule aus Granit eine vierseitige Laterne, die mit einer Steinkugel bekrönt ist. In den Giebelfeldern befinden sich Blechplatten mit Heiligenbildern. Da sich beim Eingang des Ebelsberger Schlosses eine nahezu idente Säule befindet, handelt es sich bei den beiden Objekten eher um Grenzsteine oder normale Marterl. 2015 wurde die Säule restauriert und mit neuen Votivbildern versehen. | BDA-Hist.: Q37785303 Status: § 2a Stand der BDA-Liste: 2025-06-30 Name: Bildstock GstNr.: 437/2 |